# Saukkovaara
Saukkovaara est une petite station de sports d'hiver située en  Finlande, sur le territoire de la commune de Ristijärvi, dans la région du Kainuu.

## Domaine skiable
La plus longue piste mesure 850 mètres. 